# Dominique Rocher
Pour les articles homonymes, voir Rocher.
Dominique Rocher, née le 6 juillet 1929 à Alençon et morte le 13 septembre 2016, est une femme de lettres française, auteur de romans policiers, ainsi que de romans fantastiques et de science-fiction.

## Œuvre

### Romans
- Le Désert rouge, Éditions du Scorpion, coll. « Alternance » (1959)
- Délire, Fleuve noir, coll. « Angoisse » no 167 (1969)
- Boomerang, Fleuve noir, coll. « Angoisse » no 174 (1969)
- Les Voyances du docteur Basile, Fleuve noir, coll. « Angoisse » no 179 (1970)
- Le Pacte du sang, Fleuve noir, coll. « Angoisse » no 186 (1970)
- Le docteur soigne la veuve, Fleuve noir, coll. « Angoisse » no 198 (1971)
- L'Homme aux lunettes noires, Fleuve noir, coll. « Angoisse » no 209 (1971)
- Le Monstre sans visage, Fleuve noir, coll. « Angoisse » no 221 (1972)
- Humeur rouge, Fleuve noir, coll. « Angoisse » no 231 (1973)
- La Clinique de la mort, Fleuve noir, coll. « Angoisse » no 257 (1974)
- La Nuit des Morphos, Fleuve noir, coll. « Anticipation » no 385 (1975)
- De sable et de sang, Nouvelles éditions Debresse, (1990)
- La Voie du seppuku, Éditions Rive droite (1996)  (ISBN 2-84152-032-3)
- Le Black, la Meuf et l'Intello, Éditions artisanales (1998)  (ISBN 2-9508366-0-7)
- Un os dans le gouda,  L'Orchidée noire (2007)  (ISBN 978-2-9508366-3-2)
- L'Ambassadeur des âmes, Black Coat Press, coll. « Rivière Blanche » no 23 (2010)  (ISBN 978-1-9355586-7-5)
- Quai des âmes, Black Coat Press, coll. « Rivière Blanche » no 58 (2013)  (ISBN 978-1-61227-247-4). — Contient trois romans : Quai des âmes, Ned et Olga.

### Nouvelles
- Meurtre à la page (1999)
- Lov'machine (2002)
- La Route du destin (2006)
- Tu as dit " vampire " ? (2006)
- Je suis un ambassadeur (2006)
- Cendrillon (2010)

### Autres ouvrages
- Le Langage universel des rêves, Éditions de L'Olivier d'Argent (1984) signé Noémie Quid
- L'Être aux yeux d'améthyste, Maison rhodanienne de poésie, coll. « Rencontres artistiques et littéraires » (1994)  (ISBN 2-7245-0092-X)